# Dusiaty
Dusiaty (lit. Dusetos) – miasto na Litwie, położone w okręgu uciańskim, 30 km od Jeziorosów w rejonie jezioroskim.

## Historia
Podczas okupacji hitlerowskiej, w lipcu 1941 roku Niemcy utworzyli getto dla żydowskich mieszkańców. Przebywało w nim około 400 osób. 26 sierpnia 1941 roku Niemcy zlikwidowali getto, a Żydów zamordowano w lesie Deugučiai k. wsi Savičiunai. Sprawcami zbrodni byli żołnierze z Einsatzkommando 3, oraz litewskie służby bezpieczeństwa. 